# Abertamy
Abertamy (deutsch Abertham) ist eine Stadt im Bezirk Karlsbad in der Karlsbader Region in Tschechien.

## Geographie

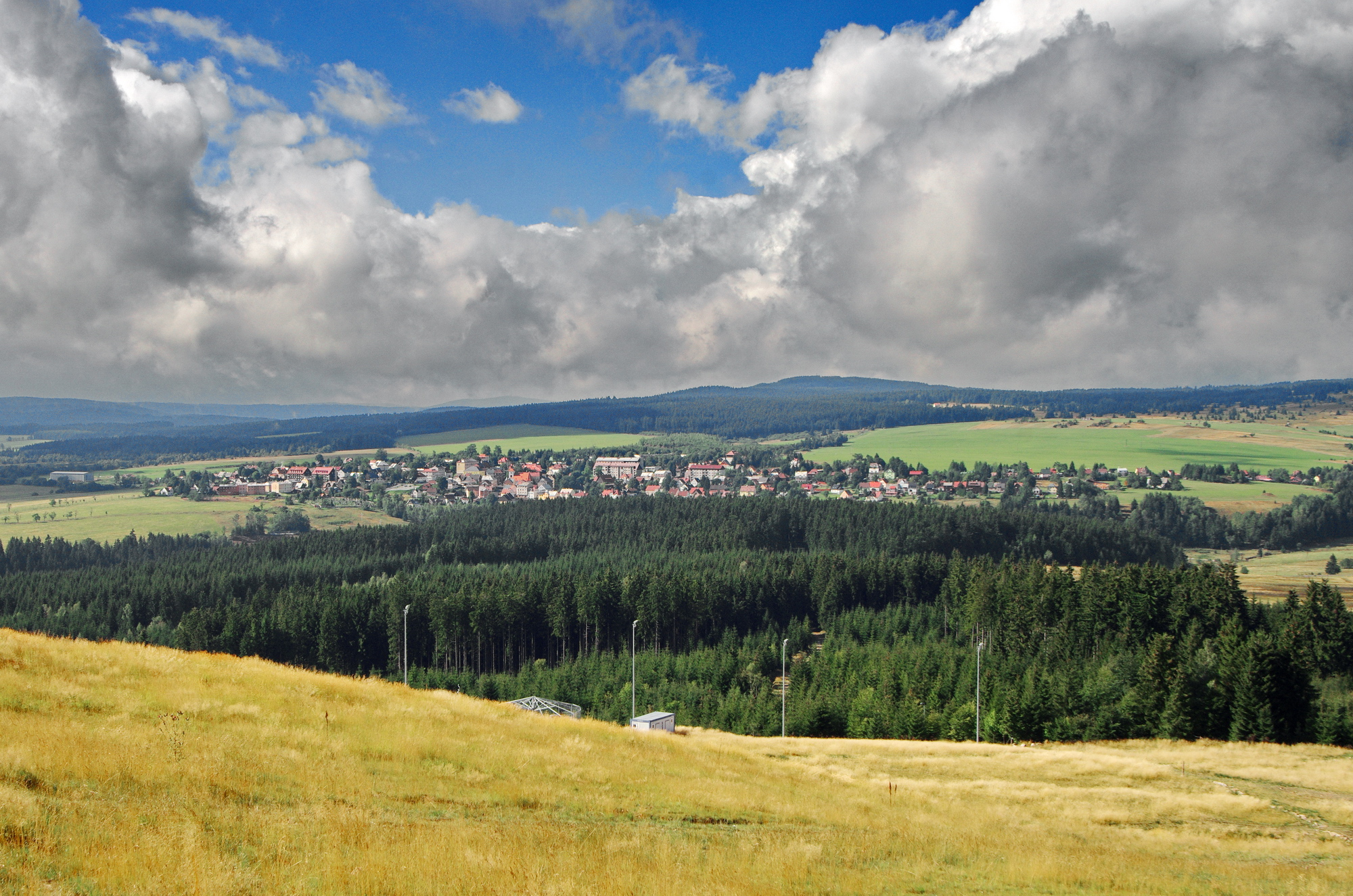
Stadtgebiet vom Plešivec (Pleßberg) aus gesehen

### Lage
Die Stadt liegt in Westböhmen im böhmischen Teil des Erzgebirges auf einer Höhe von 900 m n.m. über dem Tal der Roten Wistritz. Westlich der Stadt liegt das Quellgebiet des Fischbaches (Rybná). Südöstlich des Orts befindet sich der 1028 Meter hohe Plessberg (Plešivec).

### Gemeindegliederung
Die Gemeinde Abertamy besteht aus den Ortsteilen Abertamy (Abertham) und Hřebečná (Hengstererben), die auch Katastralbezirke bilden.

### Nachbarorte
|                     | Boží Dar (Gottesgab)                        |                             |
| Pernink (Bärringen) | Kompassrose, die auf Nachbargemeinden zeigt | Jáchymov (St. Joachimsthal) |
|                     | Merklín (Merkelsgrün)                       |                             |

## Geschichte

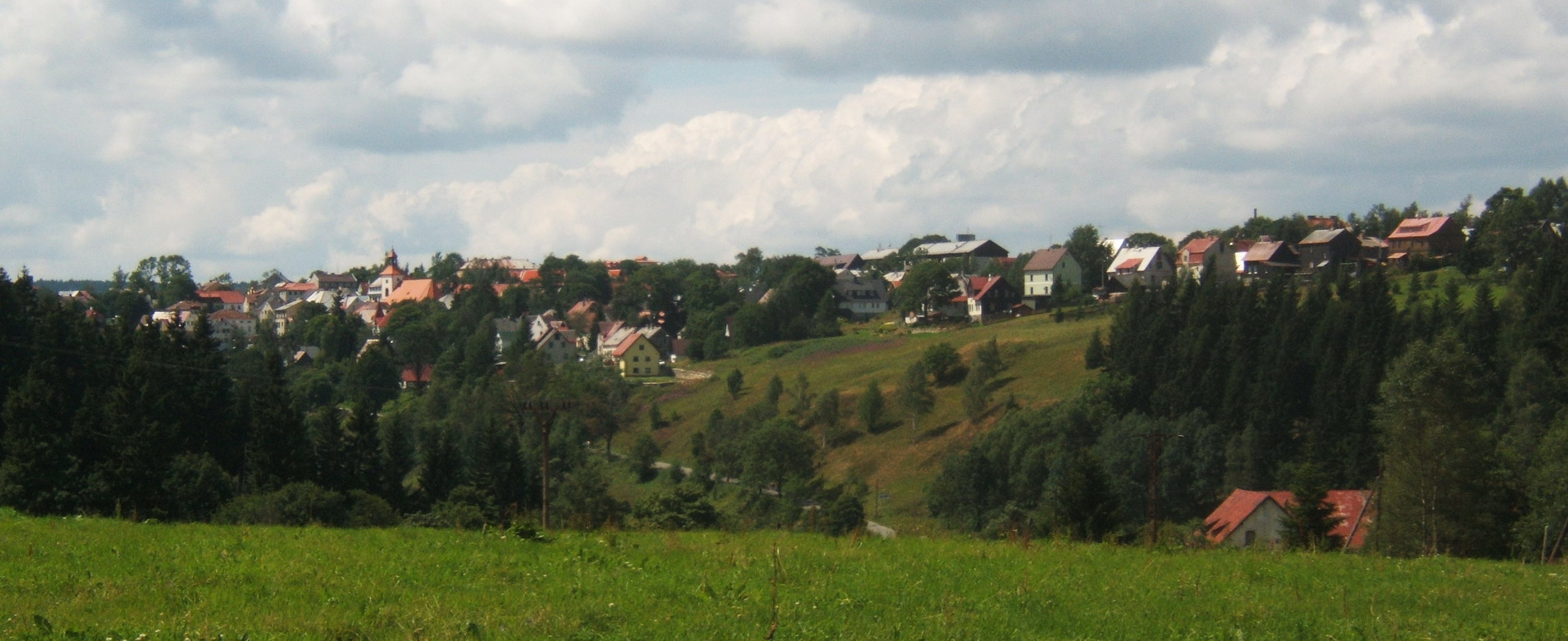
Stadtpanorama von einer Straße zum Plešivec (Pleßberg) aus gesehen

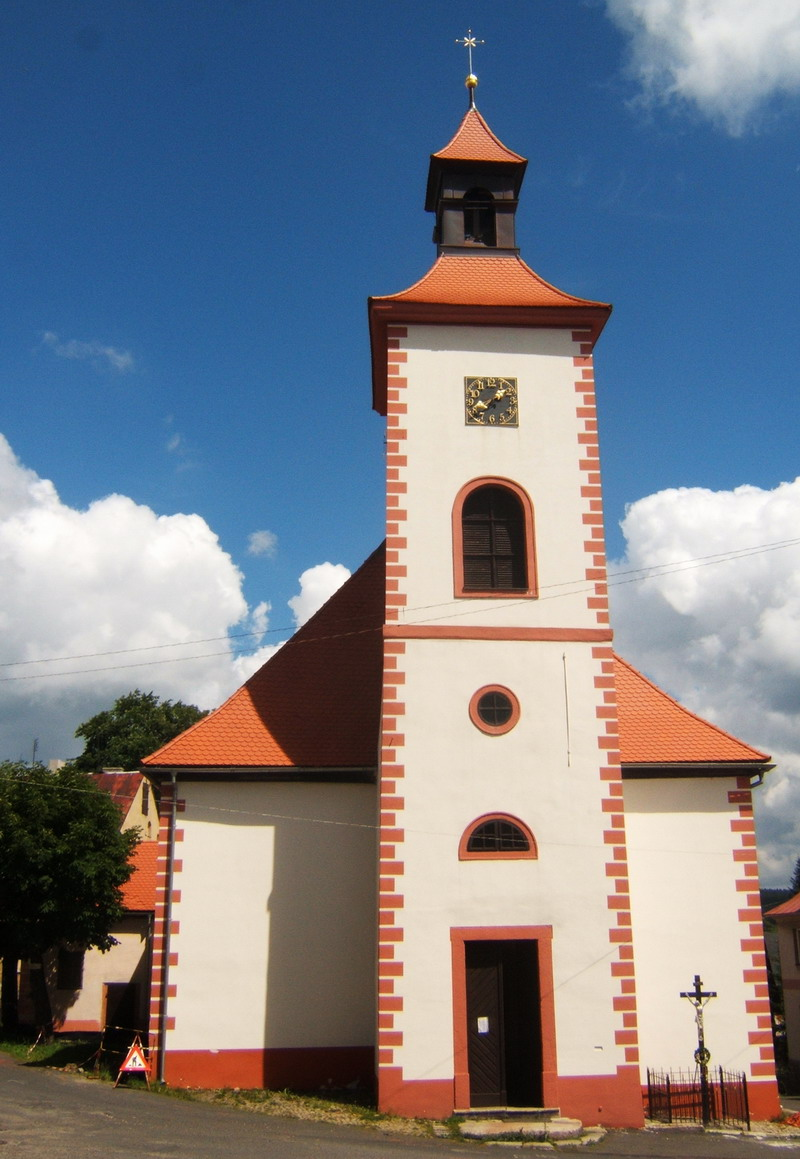
Kirche der Vierzehn Nothelfer im Stadtzentrum

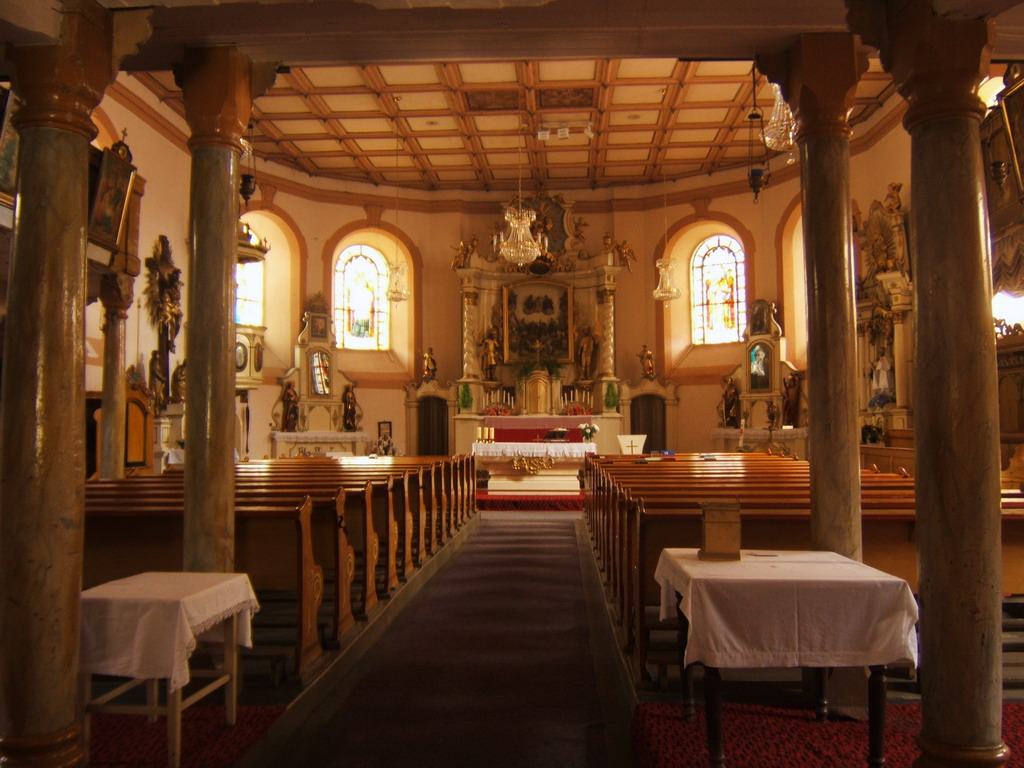
Innenraum der Kirche

Abertham wurde 1529 von sächsischen Bergleuten, die Graf Stefan Schlick anwarb, gegründet und erhielt 1579 den Status einer königlichen Bergstadt. Die zunächst ertragreichen Zinn- und Silberlagerstätten in der Umgebung der Stadt waren schon bald erschöpft. 1600 brach die Pest aus, anschließend verursachte der Dreißigjährige Krieg große Zerstörungen. Als Folge der habsburgischen Rekatholisierungspolitik wanderten viele Einwohner in der zweiten Hälfte des 17. Jahrhunderts nach Kursachsen aus. Die Bevölkerung lebte von bescheidenem Hausgewerbe (v. a. Spitzenklöppelei). 
1792 erhielt der Ort das Marktrecht, 1876 erfolgte die erneute Erhebung zur Stadt. Seit 1850 entwickelte sich Abertham zum Zentrum der böhmischen Handschuhfertigung, wobei die weitverzweigte Familie Chiba führend war. Auch die Blechwarenerzeugung und Kunstblumenmanufakturen siedelten sich an. Ab dem Jahr 1850 war Abertham eine politische Gemeinde im Gerichtsbezirk Platten und ab 1910 Teil des Bezirks Neudek. In den 1860er Jahren wurde die Albrechtsstollen-Silberzeche geschlossen. Der Bergbau auf Cobalt spielte ebenfalls eine wichtige Rolle in der Geschichte der Stadt.
Mit einem Post-Sonderstempel, der die Silhouette Aberthams und ein Handschuhpaar zeigte, warb die Stadt 1939 und in den Folgejahren bis Kriegsende für ihre „Weltbekannte Lederhandschuhindustrie“. Seit Johann Krakl 1892 seine Fabrik für Glacéhandschuhe gegründet hatte, war die Fabrikation von Handschuhen ein weltweites Aushängeschild für die böhmische Stadt Abertham bei Karlsbad im einstigen Österreich-Ungarn.
Nach dem Ersten Weltkrieg wurde Neudek 1919 der neu geschaffenen Tschechoslowakei zugeschlagen.
Aufgrund des Münchner Abkommens, in dem die Integration des Sudetenlandes in das Deutsche Reich vereinbart wurde, gehörte Abertham von 1938 bis 1945 zum Landkreis Neudek, Regierungsbezirk Eger, im Reichsgau Sudetenland.
Nach Ende des Zweiten Weltkriegs übernahm die Tschechoslowakei den Ort; die deutschsprachige Bevölkerung wurde fast vollständig enteignet und vertrieben. Es wurden Tschechen aus dem Landesinnern sowie Slowaken und Roma angesiedelt. Im Ort besteht noch ein kleiner Friedhof mit deutschsprachigen Grabsteinen. Nach 1945 erfolgte in Abertamy die Förderung von Uran.
Abertamy ist heute ein Wintersportzentrum. Viele Häuser, die nach der Vertreibung leerstanden, wurden abgerissen. In der Stadt befindet sich seit 1946 eine Forstschule, deren Schließung und Zusammenlegung mit dem Beruflichen Schulzentrum in Nejdek im April 2005 beschlossen wurde. Seit dem 22. Juni 2007 besitzt Abertamy – zum dritten Mal in seiner Geschichte – wieder Stadtrechte.

### Demographie
| Jahr | Einwohner | Anmerkungen                                                                    |
| ---- | --------- | ------------------------------------------------------------------------------ |
| 1830 | 1.619     | in 232 Häusern                                                                 |
| 1847 | 1.842     | in 233 Häusern                                                                 |
| 1869 | 2.046     |                                                                                |
| 1880 | 2.149     |                                                                                |
| 1890 | 2.256     |                                                                                |
| 1900 | 2.610     | (als Gemeinde 4.004) deutsche Einwohner                                        |
| 1910 | 2.834     |                                                                                |
| 1921 | 2.404     |                                                                                |
| 1930 | 2.600     | als Gemeinde 3.512 Einwohner, davon drei Tschechen und 3484 deutsche Einwohner |
| 1939 | 2.937     | [ 11 ]                                                                         |

| Jahr      | 1950  | 1961 1 | 1970 1 | 1980 1 | 1991 1 | 2001 1 | 2011 1 |
| Einwohner | 1.595 | 1.715  | 1.145  | 1.156  | 1.052  | 1.197  | 1.213  |

## Sehenswürdigkeiten
- Das bedeutendste Bauwerk der Gemeinde ist die barocke Kirche der Vierzehn Nothelfer von 1738
- In unmittelbarer Nähe der Stadt erhebt sich der 1028 m hohe Plešivec (Pleßberg) mit Berghotel und Aussichtsturm.
- Grenzüberschreitender Anton-Günther-Weg
- Schaubergwerk Grube Mauritius im Ortsteil Hřebečná (Hengstererben)
- Zinnmuseum im benachbarten Horní Blatná

## Persönlichkeiten

### Ehrenbürger
- 2004: Ehrenfried Zenker (1934–2016), geb. in Abertham, erwarb sich Verdienste für Erhalt und Renovierung der Kirche
- vor 1875: Karl Viktor Ritter von Hansgirg (1823–1877); er stiftete den Erlös seines Buches Orient und Occident. Epische Dichtungen für den Bau des Krankenhauses[14]

### Söhne und Töchter der Stadt
- Elias Steiniger (1595–1659), Bergbeamter
- Elias Richter (1597–1678), Schulmeister in Platten, Pfarrer in Raschau
- Peter Kuhn (1628–1682), Berg- und Schichtmeister, Farbmühlbesitzer in Platten
- Elias Steiniger (1629–1685), Hammerherr
- Theophil Richter (1636–1699), Schulmeister und Bergmeister in Frühbuß
- Alexander Wüst (1858–1946), Fotograf
- Johann Heiser (1870–1933), österreichisch-tschechoslowakischer Politiker deutscher Nationalität und Lehrer
- Josef Henrich (1879–1943), Forstmann in Vorarlberg
- Franziska Böhm (* 1937), Mundartautorin

### Personen mit Bezug zum Ort
- Gregor Richter (Archidiakon) (1563–1636), Pfarrer in Abertham
- Josef Schütz (1910–1989), Bürgermeister

## Trivia
- Eine Besonderheit ist der nach dem Ort benannte Ziegenkäse mit Kräutern (Abertam).